# Triglycerid
Triglycerider er en af de tre hovedgrupper af lipider populært kaldet fedtstoffer. Triglycerider er organiske kemiske forbindelser som består af et glycerolmolekyle, hvortil der er bundet tre fedtsyrer via esterbindinger og benævnes mere kemisk korrekt triacylglyceroler. Triglyceriderne findes i alle levende væsner, bl.a. i cellemembraner, intracellulære membraner og  liposomer (adiposomes eller eng. lipid droplet). Da hovedparten af alt fedtstof (både vegetabilsk olie og dyrefedt) består af triglycerider, er "fedtstof" og "fedt" ofte forvekslet med triglycerider. Animalske triglycerider  har – i modsætning til de fleste plantetriglycerider – en høj andel af mættede fedtsyrer. Animalsk fedt er ofte fast ved stuetemperatur, mens vegetabilsk fedt er flydende (planteolie). 
Der har været meget fokus på kostens indhold af fedststoffer, ikke bare mængden men også arten, mættede fedtsyrer contra umættede fedtsyrer og transfedtsyrer contra cis-fedtsyrer, se for eksempel  Omega-3-fedtsyre og Omega-9-fedtsyre. De Nordiske Næringsstofanbefalinger (NNA 2004) foreskriver at 25-35% af energien fra kosten skal komme fra fedt.

## Kemisk struktur
Et triglycerid er opbygget af glycerol med tre fedtsyrer i esterbinding. Den generelle  kemiske formel er RCOO-CH2CH(-OOCR')CH2-OOCR", hvor R, R' og R" er lange alkylkæder, som stammer fra de tre fedtsyrer RCOOH, R'COOH og R"COOH. Disse kan være identiske eller forskellige.
Fedtsyrerne opdeles groft i tre grupper:
1. Mættede fedtsyrer – fedtsyrer, hvis carbonkæder ikke indeholder dobbeltbindinger
2. Monoumættede fedtsyrer – fedtsyrer, hvis carbonkæder indeholder en enkelt dobbeltbinding (også umættethed)
3. Polyumættede fedtsyrer – fedtsyrer som indeholder to eller flere dobbeltbindinger

Fedtsyrerne kan have forskellig længde, men 16, 18 eller 20 kulstofatomer er mest almindeligt. Naturlige fedtsyrer i planter og dyr har normalt en lige antal kulstofatomer i kæderne, hvilket skyldes den måde de syntetiseres ud fra acetyl-CoA. I modsætning hertil har bakterier evnen til at syntetisere alkylkæder med både lige og ulige antal kulstofatomer.
De fleste naturlige fedtstoffer indeholder en kompleks blanding af individuelle triglycerider, hvilket betyder at de smelter ved meget forskellige temperaturer. Kakaosmør er specielt fordi det består af meget få forskellige triglycerider. En af disse indeholder palmitinsyre, oleinsyre og stearinsyre. Kakaosmør, som bl.a. findes i chokolade, har derfor et ret snævert smeltepunkt.

## Fysiske egenskaber
Den del af triacylglyceridmolekylet der indeholder glyceroldelen er vandopløselig. Resten af triglyceridmolekylet med de 3 lange carbonkæder er derimod ikke vandopløseligt, de 3 carbonkæder samler sig med hinanden og andre fedtsyrekæder når de kommer i vand, således at glyceroldelen peger ud mod vandet mens fedtsyrekæderne gemmes væk fra vandet. Dette er grunden til at fedt danner små dråber i vand. 
Triglycerider med mange mættede, tætpakkede fedtsyrer har et højt smeltepunkt, de er faste ved stuetemperatur. Dette gælder f.eks. margarine og fedt på kød. Triglycerider med mange umættede fedtsyrer har et lavt smeltepunkt, de er flydende ved stuetemperatur, som f.eks. planteolie.

## Nedbrydning i kroppen
Triglycerider i kosten nedbrydes i kroppens fordøjelsessystem. I den nederste del af mavesækken, kaldet antrum, sønderdeles fedt til ganske små fedtdråber og føres til tolvfingertarmen. Her nedbrydes fedtdråberne (stadig triglycerider) af enzymet lipase og galde til frie fedtsyrer og glycerol. Da fedtstoffer ikke er vandopløselige kan de ikke krydse tarmbarrieren, derfor bindes de til miceller, som er en slags transportstoffer med både hydrofobe og hydrofile egenskaber, der fører triglyceriderne ind i tarmepithelcellerne. 
Efter optagelsen i tarmcellerne samles triglyceriderne og transporteres nu via lymfen, til halsvenen hvor lymfen udtømmes, og herfra rundt til fedtvævet i kroppen. Også her skal bruges et transportstof, da triglycerider ikke kan opløses i blod. Der findes flere transportstoffer, de kaldes lipoproteiner og det største og af disse lipoproteiner er chylomikron.

## Eksterne links og kilder
1. ↑  De nye nordiske anbefalinger fra Nordisk Ministerråd fra 2004 er kun udgivet på engelsk på bogform (Nordic Nutrition Recommendations 2004 (Webside ikke længere tilgængelig)), men en oversat udgave af kapitel 1 og 2 kan læses her: Nordiske næringsstofanbefalinger 2004 Arkiveret 24. januar 2013 hos  Wayback Machine

- Kostens fedt.  Den store danske
- Forhøjet fedt- og kolesterolindhold i blodet. Min.medicin.dk
- Kost og forhøjede triglycerider i blodet. Hjerteforeningen.dk
- Triglycerid er vigtig indikator forhjertekar-sygdomme. dbio.dk Arkiveret 15. juni 2013 hos  Wayback Machine